# إيفور قاي
إيفور قاي (بالإنجليزية: Ivor Guy)‏ (27 فبراير 1926 ببرستل في المملكة المتحدة - 9 يناير 1986 ببرستل في المملكة المتحدة) هو لاعب كرة قدم بريطاني (وحمل سابقاً جنسية المملكة المتحدة لبريطانيا العظمى وأيرلندا) في مركز الظهير. لعب مع نادي بريستول سيتي ونادي باث سيتي.